# Polygrammodes elevata
Polygrammodes elevata is een vlinder uit de familie van de grasmotten (Crambidae), uit de onderfamilie van de Spilomelinae. De wetenschappelijke naam van deze soort is voor het eerst voorgesteld als Phalaena elevata door Johan Christian Fabricius in een publicatie uit 1777.

## Verspreiding
De soort komt voor in de Verenigde Staten, Cuba, Jamaica, de Dominicaanse Republiek, Puerto Rico, Saba, Honduras, Costa Rica, Frans-Guyana en Argentinië.

## Ondersoorten
- Polygrammodes elevata elevata (Fabricius, 1777)
- Polygrammodes elevata grandimacula (Dognin, 1912) (Frans-Guyana)